# Прогрес M-01M
Прогрес М-01М — модифікований транспортний вантажний космічний корабель (ТВК) нової серії (11Ф615А60), запущений до Міжнародної космічної станції. Відмінною особливістю ТВК є його цифрова (а не аналогова) система керування. До орбітальної станції корабель буде летіти вдвічі більше звичайного — цілих чотири дні. Це зроблено для того, щоб Центр керування польотами міг провести всі необхідні тести нового обладнання «ЦОМ-101». 31-й російський корабель постачання МКС. Серійний номер 401.

## Мета польоту
Доставка на МКС понад 2600 кілограмів різних вантажів, у числі яких паливо, кисень, продукти харчування, наукова апаратура, додаткове обладнання для російського і американського сегментів станції, а також посилки для екіпажу МКС. Новий ТВК «Прогрес» несе корисного навантаження на 80 кілограмів більше. Це місце звільнилося в результаті заміни громіздкого аналогового обладнання на компактніше цифрове. Відпрацювання модифікованого ТВК в умовах космічного польоту.

## Хроніка польоту
- 26.11.2008, 15:38:38 (MSK), (12:38:38 UTC) — запуск з космодрому Байконур;[4]
- 30.11.2008, 15:28:10 (MSK), (12:28:10 UTC) — здійснена стиковка з МКС до стикувального вузла на агрегатному відсіку службового модуля «Пірс». Через некоректні параметри зближення на ділянці причалювання Центр керування польотами видав рекомендацію екіпажу станції на заключному етапі перейти в режим ручного (телеоператорного) керування кораблем;
- 06.02.2009, 07:10:44 (MSK), (04:10:44 UTC) — ТВК відстикувався від орбітальної станції і відправився в автономний політ.

## Перелік вантажів
Сумарна маса всіх вантажів: 2676 кг
| Назва | Маса (кг) |
| --- | --------- |
| Паливо в баках системи дозаправки                                                                                    | 870       |
| Кисень в балонах засобів подачі кисню (СрПК):                                                                        |           |
| Кисень | 28        |
| Повітря | 21        |
| Вода в баках системи «Джерело»                                                                                       | 185       |
| Паливо в баках КДУ для потреб МКС                                                                                    | 250       |
| Вантажі, що надходять в герметичному відсіку (сумарна маса — 1322 кг):                                               |           |
| Обладнання для систем:                                                                                               |           |
| забезпечення газового складу (СОГС)                                                                                  | 4         |
| водозабезпечення (СВО)                                                                                               | 50        |
| забезпечення теплового режиму (СОТР)                                                                                 | 6         |
| керування бортовою апаратурою (СУБА)                                                                                 | 11        |
| електроживлення (СЕП)                                                                                                | 77        |
| Засоби технічного обслуговування і ремонту (СТОР)                                                                    | 10        |
| Засоби санітарно-гігієнічного забезпечення (ССДО)                                                                    | 171       |
| Засоби індивідуального захисту (ЗІЗ)                                                                                 | 56        |
| Засоби освітлення | 4         |
| Контейнери з раціонами харчування, свіжі продукти                                                                    | 296       |
| Медичне обладнання, білизна, засоби особистої гігієни і профілактики впливу невагомості                              | 133       |
| Обладнання для ФГБ «Зоря»                                                                                            | 18        |
| Обладнання для СО-1 «Пірс»                                                                                           | 10        |
| Обладнання для МІМ-1 «Світанок»                                                                                      | 77        |
| Обладнання для наукових досліджень: експериментів                                                                    | 105       |
| Бортдокументация, посилки для екіпажу, комплект для фотоапаратури                                                    | 37        |
| Обладнання для американського сегменту, в тому числі продукти харчування, засоби санітарно-гігієнічного забезпечення | 321       |